# Adolf Fischer (Kunstsammler)
Adolf Fischer (* 4. Mai 1856 in Wien; † 13. April 1914 in Meran) war ein österreichischer Kunstsammler, Schauspieler, Theaterintendant und Stifter des Museum für Ostasiatische Kunst in Köln.

## Leben
Adolf Fischer wurde am 4. Mai 1856 in Wien als zweiter von drei Söhnen und drei Töchtern einer Großindustriellen-Familie geboren. Nach seiner Schulausbildung an einem Internat in Zürich trat er eine kaufmännische Ausbildung in einem der elterlichen Unternehmen an. Gegen den Willen der Eltern ließ er sich später beim Wiener Hofschauspieler Joseph Lewinsky zum Schauspieler ausbilden. Nach ersten Engagements unter anderem am Berliner Nationaltheater übernahm er 1883 die Intendanz am Stadttheater Königsberg, trat 1886 aber wieder zurück. Es folgte 1887 noch eine Theater-Tournee in die USA, bevor er sich von der Bühne zurückzog. In der Zeit seines schauspielerischen Wirkens nannte er sich Adolf Werther.
Adolf Fischer zog sich als Privatier für mehrere Jahre nach Italien zurück, widmete sich dem Studium der italienischen Kunst und ausgedehnten Reisen. Später lebte er in München und Berlin. Am 22. Juli 1892 ging er an Bord der Augusta Victoria und begann eine Weltreise, welche ihn erstmals nach Japan führte.
1896 ließ sich Adolf Fischer als Privatgelehrter in Berlin nieder und stellte in seiner Wohnung am Nollendorfplatz, dem sogenannten „Nollendorfeum“, die in Asien erworbenen Kunstgegenstände aus. Zugleich war er als völkerkundlicher Privatgelehrter in Berlin tätig. In dieser Zeit lernte er die 18 Jahre jüngere Fabrikantentochter Frieda Bartdorff (* 24. März 1874; † 27. Dezember 1945) kennen. Beide heirateten am 1. März 1897. Auf ihrer Hochzeitsreise bereisten sie ab September 1897 Wien, Ahmedabad, Hong Kong, Formosa und Japan. Im Mai 1899 kehrten die Fischers nach Berlin zurück. Die neuerlich erworbenen Kunstgegenstände wurden Anfang 1900 auf der VI. Wiener Secession ausgestellt. 1901 lösten die Fischers ihre Wohnung am Nollendorfplatz auf und übertrugen ihre Sammlung dem Völkerkundemuseum in Berlin. Ab diesem Zeitpunkt verwandte er den Professorentitel. Im selben Jahr reiste das Ehepaar erneut nach Asien. Begünstigt durch die deutsche Kolonialpolitik übernahm Adolf Fischer von 1904 bis 1907 die Position eines wissenschaftlichen Sachverständigen an der Gesandtschaft in Peking mit dem Auftrag Kunst für deutsche Museen zu erwerben. Ab Februar 1905 war er am Generalkonsulat in Shanghai, ab November in der Gesandtschaft in Peking angestellt. Während dieser Zeit bereiste er auch Japan. Während dieses Auftrages sicherte er sich das Recht auch Kunst für seine eigene Sammlung zu erwerben. Der Aufenthalt in China endete im September 1907.

## Museum für Ostasiatische Kunst

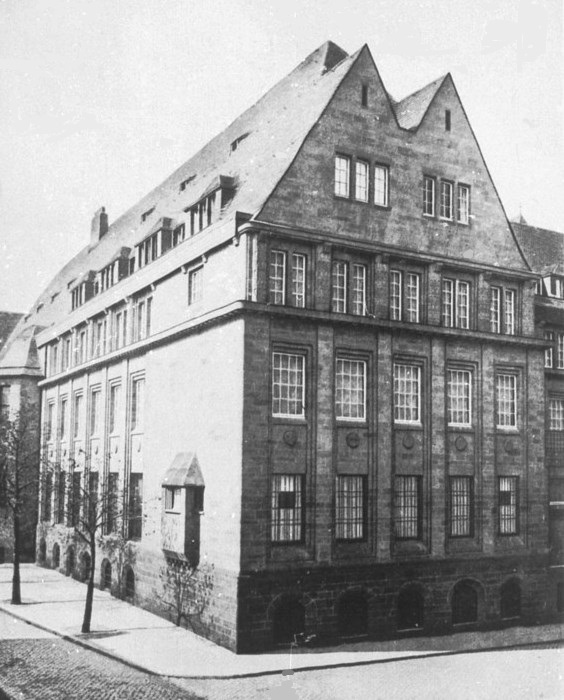
Museum für Ostasiatische Kunst (1914) – Adolf-Fischer-Straße (rechts) und Gereonswall

Bereits seit 1902 trugen sich Adolf und Frieda Fischer mit dem Gedanken ein eigenes Museum für ostasiatische Kunst zu gründen.

„das nicht der Völkerkunde dienen, sondern nur der Kunst Ostasiens geweiht sein soll“

Nach ersten Verhandlungen mit der Stadt Kiel stand den Fischers ab April 1908 eine Turnhalle als vorläufiges Domizil für ihre Sammlung zur Verfügung. Als sich abzeichnete, dass die Stadt Kiel nicht in der Lage sein würde, den Bau eines Museums in angemessener Weise zu finanzieren, kündigte Adolf Fischer im April 1909 den Vertrag mit der Stadt Kiel.
Nach gescheiterten Verhandlungen in Berlin und Kiel folgten 1909 erfolgreiche Verhandlungen mit der Stadt Köln. Am 21. Juni 1909 wurde ein Gründungsvertrag geschlossen wonach Adolf und Frieda Fischer ihre gesamte Sammlung (rund 900 Exponate) und ihre umfangreiche Bibliothek stiften. Im Gegenzug finanziert die Stadt Köln den Museumsbau und gewährt Adolf und Frieda Fischer eine Leibrente. Zudem sollte Adolf Fischer zum Gründungsdirektor ernannt werden und im Falle seines Todes seine Frau die Nachfolge antreten.
Die Sammlung Fischer wurde zunächst im alten Gebäude des Kunstgewerbemuseums am Hansaring 32 gegenüber dem Hansaplatz untergebracht. Nach der Grundsteinlegung am 24. Januar 1911 konnte das von Franz Brantzky im neo-klassizistischen-Stil konzipierte Museumsgebäude für Ostasiatische Kunst am 25. Oktober 1913 an der Ecke Adolf-Fischer-Straße / Gereonswall eröffnet werden. Die Inneneinrichtung wurde vom österreichischen Architekten Josef Frank gestaltet, es war zugleich einer seiner ersten öffentlichen Aufträge, die er übernahm.

## Nach dem Tode Adolf Fischers

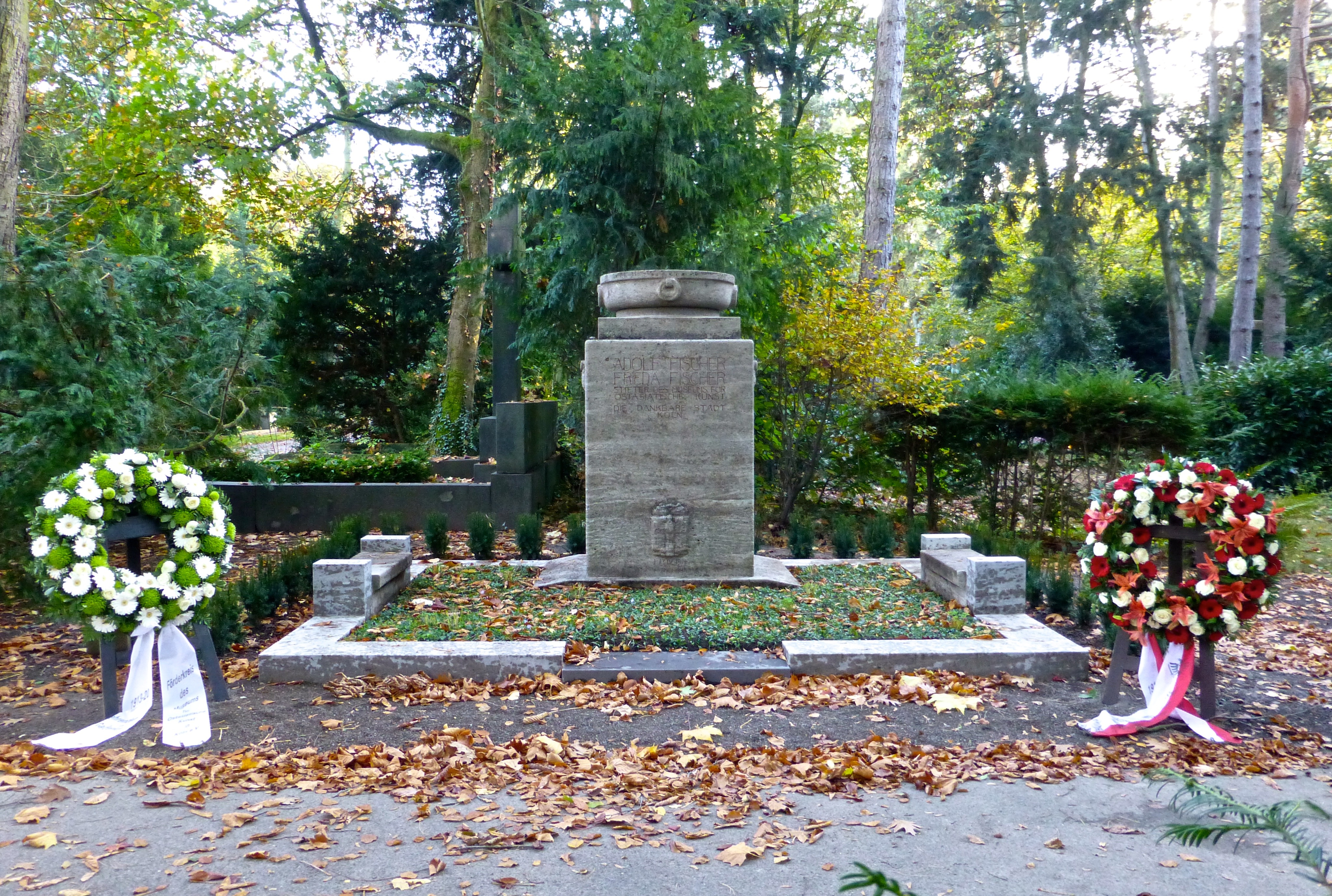
Ehrengrab auf dem Kölner Melaten-Friedhof

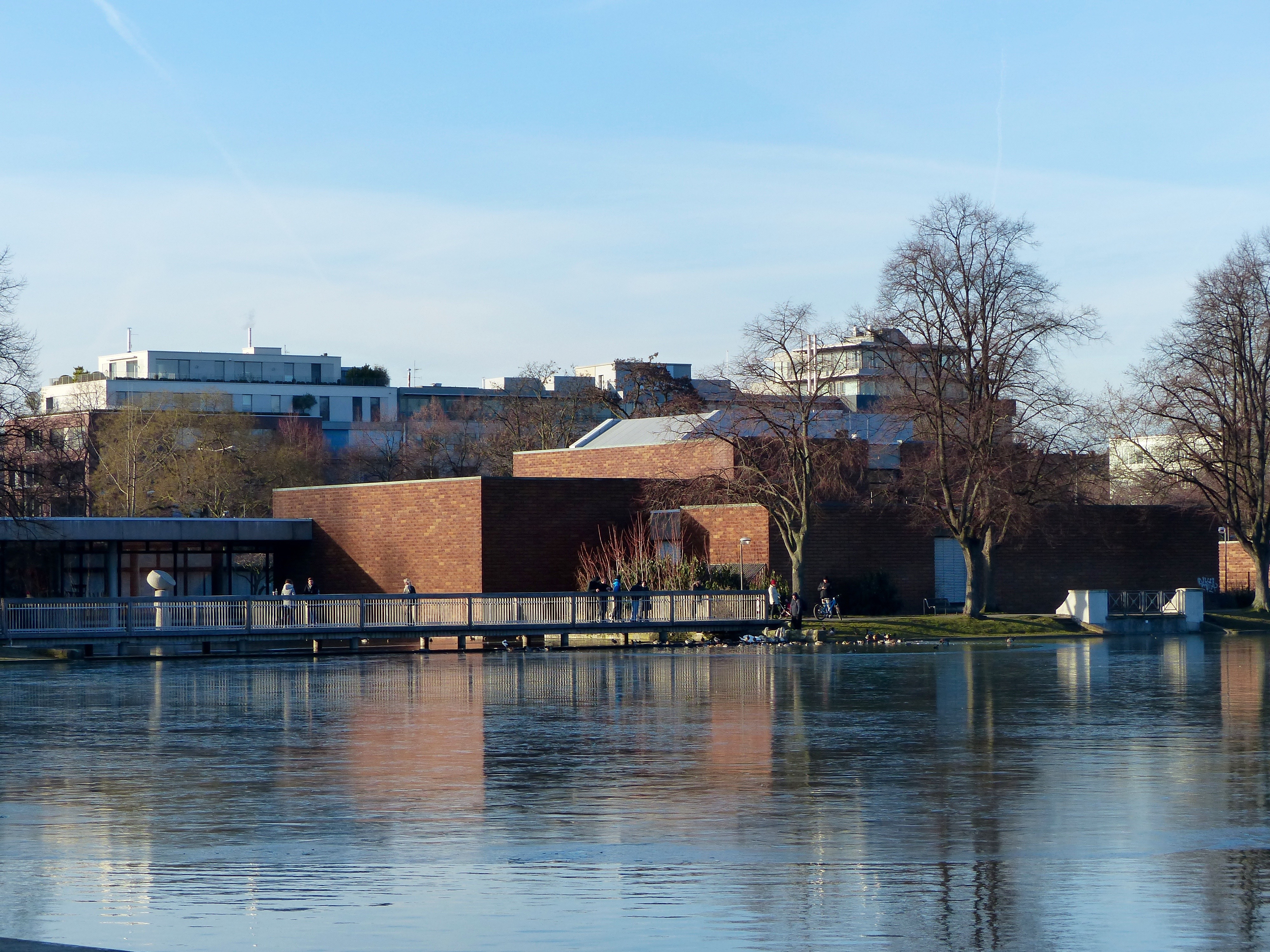
Das Museumsgebäude seit 1977 am Aachener Weiher

Adolf Fischer starb nur wenige Monate nach Eröffnung des Museums. Seine Frau Frieda übernahm vertragsgemäß die Leitung des Museums und war damit Deutschlands zweite Museumsdirektorin überhaupt. Sie wurde zu einer gefragten Expertin und Gutachterin für Ostasiatische Kunst.
In zweiter Ehe heiratete Frieda Fischer 1921 den jüdischen Senatspräsidenten am Oberlandesgericht und Professor an der Universität zu Köln Alfred Ludwig Wieruszowski. 1937 wurde Frieda Fischer-Wieruszowski wegen der jüdischen Herkunft ihres Mannes von den Nationalsozialisten aus dem Amt als Museumsdirektorin gedrängt und durfte das Museum nicht mehr betreten. Völlig entrechtet und verarmt flüchtete sie im Oktober 1944 mit ihrem Mann zunächst nach Dresden und später nach Berlin. Dort starb sie am 27. Dezember 1945, wenige Monate nach ihrem Mann. Erst 1952 werden ihre sterblichen Überreste nach Köln überführt.
Die Grabstätte von Adolf Fischer und Frieda Fischer-Wieruszowski befindet sich auf dem Kölner Melaten-Friedhof (Flur 76A). Das vom Bildhauer Georg Grasegger gestaltete Grabmal wurde am 3. November 1920 eingeweiht und 1984 instand gesetzt. Das Grab wird von der Stadt Köln als Ehrengrab unterhalten. Anlässlich des 100. Jahrestages der Museumseröffnung wurde die Grabanlage aus Mitteln des Fördererkreis des Museums für Ostasiatische Kunst in Köln erneut umfangreich saniert.
Das Museumsgebäude am Hansaring wurde bei einem der letzten Luftangriffe auf Köln im April 1944 völlig zerstört. Die ausgelagerten Kunstgegenstände konnten allesamt gerettet werden. Erst 1977 wurde nach Plänen des Japaners Kunio Maekawa am Aachener Weiher ein neuer Bau errichtet, dieser zählt zu den bedeutendsten Baudenkmälern der Nachkriegszeit in Köln.
In Köln erinnert am ehemaligen Standort des Museums (Ecke Gereonswall) die Adolf-Fischer-Straße an den Stifter Adolf Fischer.

## Schriften
- Bilder aus Japan. Bondi Verlag. Berlin 1897.
- Wandlungen im Kunstleben Japans. Behr Verlag, Berlin 1900.
- Streifzüge durch Formosa. Behr Verlag, Berlin 1900.
- Japans Bühnenkunst und ihre Entwicklung. Westermann Verlag, Braunschweig 1901.
- Erfahrungen auf dem Gebiete der Kunst und sonstige Beobachtungen in Ostasien. Wiegandt, Hempel & Parey Verlag, Berlin 1909.
- Kleiner populärer Führer durch das Museum für Ostasiatische Kunst der Stadt Cöln. Museum für Ostasiatische Kunst, Köln 1913.
- Das Museum für Ostasiatische Kunst der Stadt Cöln. Reimer Verlag, Berlin 1914.

## Belege
1. 1 2 3 4 5 6 7 8  museenkoeln.de: Aufbruch in eine neue Zeit: Die Gründung des Museums für Ostasiatische Kunst in Köln (Memento vom 23. Juli 2016 im Internet Archive), abgerufen am 23. Juli 2016
2. ↑  Ostasiatische Zeitschrift. Band 3, Oesterheld & Company 1915, S. 104
3. ↑  Werther (eigentl. Fischer), Adolf, in: Wilhelm Kosch: Deutsches Theater-Lexikon. 6: Weisbrod – Wolansky. De Gruyter, Zürich 2008, ISBN 978-3-908255-46-8, S. 3270 (Digitalisat in der Google-Buchsuche).
4. ↑  ancestry.de: Adolf Werther-Fischer in Hamburger Passagierlisten, 1850–1934, abgerufen am 23. Juli 2016
5. ↑  Maria Keipert (Hrsg.), Gerhard Keiper, Martin Kröger (Bearb.): Biographisches Handbuch des Auswärtigen Dienstes 1871–1945. Band 3: L – R. Schöningh Verlag, Paderborn 2008, S. 563.
6. ↑  Eduard Prüssen (Linolschnitte), Werner Schäfke und Günter Henne (Texte): Kölner Köpfe. 1. Auflage. Univ.- und Stadtbibliothek, Köln 2010, ISBN 978-3-931596-53-8, S. 92.
7. 1 2 3  museenkoeln.de: Festakt für Adolf Fischer, abgerufen am 22. Juli 2016
8. ↑  Ulrich S. Soénius (Hrsg.): Kölner Personen-Lexikon. Greven-Verl, Köln 2008, ISBN 978-3-7743-0400-0, S. 156–157.
9. ↑  Josef Abt, Johannes Ralf Beines, Celia Körber-Leupold: Melaten. Kölner Gräber und Geschichte. Greven, Köln 1997, ISBN 3-7743-0305-3, S. 226.
10. ↑  Musenblätter - Das unabhängige Kulturmagazin. In: www.musenblaetter.de. Abgerufen am 24. Juli 2016.
11. ↑  bilderbuch-koeln.de: Adolf-Fischer-Str. (Memento vom 7. April 2019 im Internet Archive) Abgerufen am 23. Juli 2016

| Personendaten    | Personendaten                                                    |
| ---------------- | ---------------------------------------------------------------- |
| NAME             | Fischer, Adolf                                                   |
| ALTERNATIVNAMEN  | Werther, Adolf (Pseudonym)                                       |
| KURZBESCHREIBUNG | österreichischer Kunstsammler, Schauspieler und Theaterintendant |
| GEBURTSDATUM     | 4. Mai 1856                                                      |
| GEBURTSORT       | Wien                                                             |
| STERBEDATUM      | 13. April 1914                                                   |
| STERBEORT        | Meran                                                            |